# 诺里奇普斯渡口

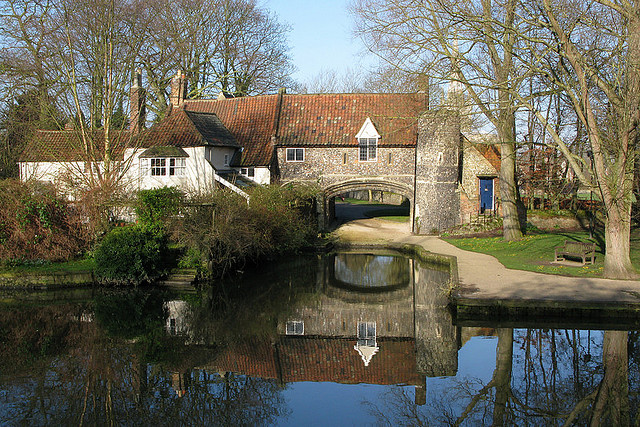
普斯渡口

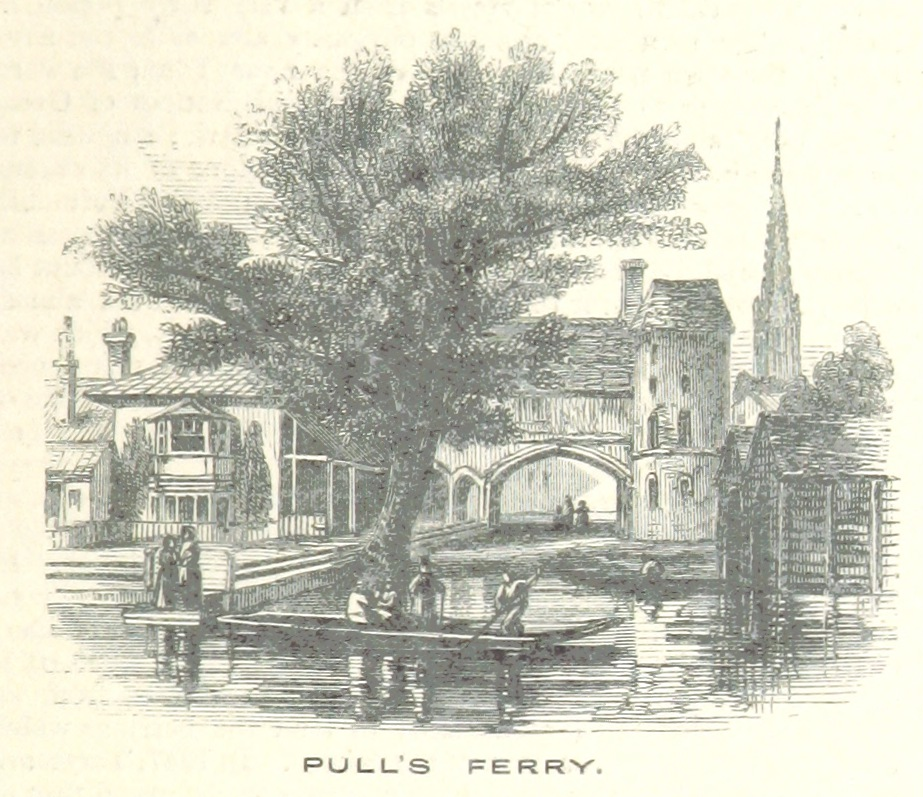
1851 年描绘的普斯渡口

普斯渡口是位于诺福克郡诺里奇的温森河上的一座渡船屋。这是一座燧石建筑，在15世纪时是一座水门。这座渡口最早是用于运送建造诺维奇大教堂的石头的航运路线。建造大教堂的石头来自法国卡昂，沿雅尔河和温森河运至诺里奇。一条由僧侣专门建造的运河曾在拱门下穿过，在那里诺曼人卸下运送来石头和建筑材料。
该建筑以约翰·普勒 (John Pull) 的名字命名，他于1796年至1841年间经营横跨温森河的渡轮。在 17 世纪之前它以前被称为桑丁斯。温森河上渡轮一直运营到 1943 年。 
毗邻水门的渡船屋始建于1647 年。1948-1949年，塞西尔·厄普彻 (Cecil Upcher) 修复了渡船屋和拱门。 